# Бумтанг
Бумтанг је један од двадесет џонгхага (округа) у Бутану. Налази се на југу Бутана. Административни центар је Џакар. То је округ познат по историјским споменицима, будистичким манастирима, ходочашћима, као и годишњем фестивалу цечу.

## Географија
Бумтханг састоји од четири планинских долина - Чокхор, Чуммеј, Танг и Ура назавне по имену четири притоке реке Бумтанг. Џонгај се делимично налази на територији националног парка Тхрумшинг.

## Административна подела
Џонгхаг Бумганг се дели на четири гевога: Чокхор, Чуме, Танг и Ура.

## Економија
Природни услови повољни су за пољопривреду и сточарство. Производе се млечни производи, мед, јабуке, кромпир, пиринач, вунени производе и многи други. Област је псоебно позната по производњи пшенице
Бумтанг је центар туризма, развија снажну духовну традицију, ту се налази доста манастира, одржавају се фестивали (џечу). Највећи део округа је електрифициран, а област је позната и по високом образовању.
Пошто је област Бумтанг доста далеко од главног града Бутана, очекује се изградња два мала аеродром за домаће летове..

## Знаменитости
- Храм Џамбеј-лакханг један од најстаријих храмова у Бутану. Подиграо га је цар Тибета Сонгцен Гампо у VII веку заједно са храмом Кичу-лакханг у граду Паро.
- Манастир Курџеј-лакханг из IX века.
- Манастир Џакар-лакханг из XIV века.
- Манастир Тамшинг-лакханг будистичка школа Нингма. Један од најзначајнијих манастира у Бутану.
- Манастир Тангби-лакханг саграђен 1470. године.
- Утврђени манастир Џакар-џонг на периферији Џакара.
- У селу Зунге се налази мали храм из VII века.
- Дворац Вандичходинг.